# 국민교육헌장

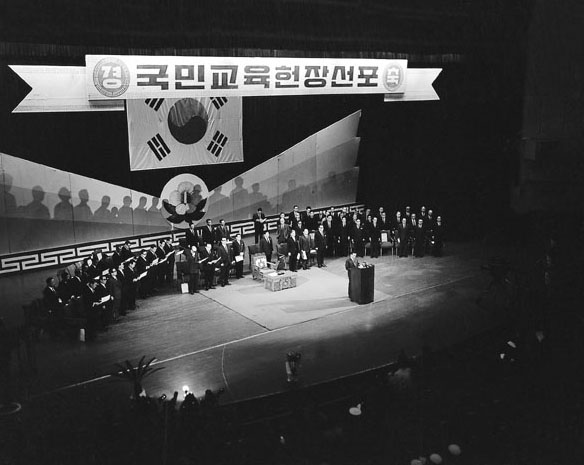
1968년 12월 5일 국민교육헌장 선포식

국민교육헌장(國民敎育憲章, 영어: National Chart of Education)은 박종홍·안호상·이인기·유형진 등 기초위원 26명과 심사위원 48명이 초안을 작성하고 1968년 11월 26일 국회 만장일치의 동의에 따라 박정희 전 대한민국 대통령이 12월 5일 발표한, 당대 대한민국 교육의 지표를 담은 헌장이다. 이후 각 학교 교과서의 첫머리에 인쇄되는 등 새마을 운동과 함께 20여 년간 적극적으로 보급되었으나, 1994년에 사실상 폐기되었다.

## 국민교육헌장
국민교육헌장의 전문은 다음과 같다.

우리는 민족중흥의 역사적 사명을 띠고 이 땅에 태어났다.
조상의 빛난 얼을 오늘에 되살려,
안으로 자주독립의 자세를 확립하고,
밖으로 인류 공영에 이바지할 때다.
이에, 우리의 나아갈 바를 밝혀 교육의 지표로 삼는다.
성실한 마음과 튼튼한 몸으로,
학문과 기술을 배우고 익히며,
타고난 저마다의 소질을 계발하고,
우리의 처지를 약진의 발판으로 삼아,
창조의 힘과 개척의 정신을 기른다.
공익과 질서를 앞세우며 능률과 실질을 숭상하고,
경애와 신의에 뿌리박은 상부상조의 전통을 이어받아,
명랑하고 따뜻한 협동 정신을 북돋운다.
우리의 창의와 협력을 바탕으로 나라가 발전하며,
나라의 융성이 나의 발전의 근본임을 깨달아,
자유와 권리에 따르는 책임과 의무를 다하며,
스스로 국가 건설에 참여하고 봉사하는 국민 정신을 드높인다.
반공 민주 정신에 투철한 애국 애족이 우리의 삶의 길이며,
자유 세계의 이상을 실현하는 기반이다.
길이 후손에 물려줄 영광된 통일 조국의 앞날을 내다보며,
신념과 긍지를 지닌 근면한 국민으로서,
민족의 슬기를 모아 줄기찬 노력으로, 새 역사를 창조하자.
1968년 12월 5일
대통령 박정희

## 배경
해방후 대한민국의 교육에 대한 가장 많이 지적되는 것이 이념, 목적, 철학, 방향이 없다는 것이었다. 사실상 대한민국의 교육은 나아가야 할 교육이념의 정립 없이 어느 나라에서나 적용될 수 있는 보편적인 교육만 실시하였다. 대한민국교육은 대한민국 국민에 맞는 구체적인 교육이념의 전개 없이 변화와 개혁만을 추구한 나머지 '변화의 주인'이 되지 못했다는 것이다. 이에 대한민국 정부는 이와 같은 문제의식에 대한 대응책으로서 1968년 12월 5일 〈국민교육헌장〉을 제정·선포하였다.

## 논란과 위상
중고등학교에서 학생들에게 암기하도록 하고 암송대회를 열기도 했다. 반대로 암기하지 못하는 학생에게는 체벌이 가해지기도 하였는데 당시 학교교육에서 체벌은 다반사였다. 반포일인 12월 5일을 기념행사로 매년 치러오다 김영삼 대통령이 국민교육헌장을 폐지한 1994년부터 기념행사가 폐지되고 교과서에서도 없어졌다. 2003년 정부 공식 법정 기념일에서도 제외되었다.
국민교육헌장은 일본의 메이지 천황시대에 제정한 군국주의적, 국수주의적인 교육칙어를 연상하게 한다는 지적이 있다.
보수 우파에서는 국민교육헌장의 가치를 "국회를 통과한 글, 민족주체성 확립이 핵심"이라고 주장하기도 한다.
국민교육헌장의 내용이 집단주의적 가치를 담고 있다는 비판을 받기도 한다. 1978년에는 전남대학교 대학교수 11명이 국민교육헌장을 비판하고 대안으로 '우리의 교육지표'를 발표했으나, 중앙정보부는 발표 즉시 서명자 전원을 체포해 심문하였다. 교수들은 모두 해직되었으며 일부가 긴급조치 9호 위반으로 실형을 선고받았다.

## 같이 보기
- 국가주의
- 교육조서
- 어린이 헌장
- 우리의 맹세
- 홍익인간

## 참고 문헌 및 링크
- <국민교육헌장 복사본 촬영>, 국가기록원
- "국민교육헌장, 주체사상과 역할 비슷", 오마이뉴스, 2005.11.17.